# Miss International
Miss International (ufficialmente intitolato The International Beauty Pageant) è un annuale concorso di bellezza internazionale.
Insieme con i concorsi rivali Miss Mondo, Miss Universo e Miss Terra, Miss International è uno dei concorsi di bellezza maggiormente pubblicizzati al mondo. Tutti e quattro i concorsi formano il Big Four international beauty pageants (Quattro grandi concorsi internazionali di bellezza).
Fu creato a Long Beach, in California, nel 1960, dopo che il concorso di Miss Universo fu "trasferito" a Miami Beach in Florida. Organizzato a Long Beach sino al 1967, il concorso si è poi spostato in Giappone dal 1968 al 1970, essendo organizzato ogni anno nella stessa città in cui si teneva l'Expo '70. Per il 1971 e il 1972, il concorso fu nuovamente tenuto a Long Beach, ma per i successivi trent'anni si è sempre svolto in Giappone. Dal 2013 è tornato a svolgersi a Tokyo.
Chiamato anche "Festival della bellezza" o "Olimpiadi della bellezza", questo concorso non si basa unicamente sull'aspetto fisico. Le concorrenti devono infatti svolgere un ruolo di "ambasciatrici di pace e bellezza" e pertanto devono dimostrare di avere spiccati sentimenti di tenerezza, benevolenza, intelligenza, spirito di iniziativa e sensibilità. In Italia il Patron nazionale è Devis Paganelli.

## Albo d'oro
| Anno | Nazione               | Vincitrice                  | Luogo          |
| ---- | --------------------- | --------------------------- | -------------- |
| 1960 | Colombia              | Stella Márquez              | Long Beach     |
| 1961 | Paesi Bassi           | Stam van Baer               | Long Beach     |
| 1962 | Australia             | Tania Verstak               | Long Beach     |
| 1963 | Islanda               | Guðrún Bjarnadóttir         | Long Beach     |
| 1964 | Filippine             | Gemma Cruz                  | Long Beach     |
| 1965 | Germania              | Ingrid Finger               | Long Beach     |
| 1967 | Argentina             | Mirta Massa                 | Long Beach     |
| 1968 | Brasile               | Maria da Gloria Carvalho    | Tokyo          |
| 1969 | Regno Unito           | Valerie Holmes              | Tokyo          |
| 1970 | Filippine             | Aurora McKenny Pijuan       | Osaka          |
| 1971 | Nuova Zelanda         | Jane Cheryl Hansen          | Long Beach     |
| 1972 | Regno Unito           | Linda Hooks                 | Tokyo          |
| 1973 | Finlandia             | Tuula Bjorkling             | Osaka          |
| 1974 | Stati Uniti d'America | Karen Brucene Smith         | Tokyo          |
| 1975 | Jugoslavia            | Lidija Manić                | Okinawa        |
| 1976 | Francia               | Sophie Sonia Perin          | Tokyo          |
| 1977 | Spagna                | Pilar Medina Canadell       | Tokyo          |
| 1978 | Stati Uniti d'America | Katherine Ruth              | Tokyo          |
| 1979 | Filippine             | Melanie Marquez             | Tokyo          |
| 1980 | Costa Rica            | Lorna Chávez                | Tokyo          |
| 1981 | Australia             | Jenny Derek                 | Kōbe           |
| 1982 | Stati Uniti d'America | Christie Claridge           | Fukuoka        |
| 1983 | Costa Rica            | Gidget Sandoval             | Osaka          |
| 1984 | Guatemala             | Ilma Urrutia                | Yokohama       |
| 1985 | Venezuela             | Nina Sicilia                | Tsukuba        |
| 1986 | Inghilterra           | Helen Fairbrother           | Nagasaki       |
| 1987 | Porto Rico            | Laurie Tamara Simpson       | Tokyo          |
| 1988 | Norvegia              | Catherine Gude              | Gifu           |
| 1989 | Germania              | Iris Klein                  | Kanazawa       |
| 1990 | Spagna                | Silvia de Esteban           | Osaka          |
| 1991 | Polonia               | Agnieszka Kotlarska†        | Tokyo          |
| 1992 | Australia             | Kirsten Marise Davidson     | Nagasaki       |
| 1993 | Polonia               | Agnieszka Pachałko          | Tokyo          |
| 1994 | Grecia                | Christina Lekka             | Ise (Giappone) |
| 1995 | Norvegia              | Anne Lena Hansen            | Tokyo          |
| 1996 | Portogallo            | Fernanda Alves              | Kanazawa       |
| 1997 | Venezuela             | Consuelo Adler              | Kyoto          |
| 1998 | Panama                | Lía Borrero                 | Tokyo          |
| 1999 | Colombia              | Paulina Gálvez              | Tokyo          |
| 2000 | Venezuela             | Vivian Inés Urdaneta Rincón | Tokyo          |
| 2001 | Polonia               | Małgorzata Rożniecka        | Tokyo          |
| 2002 | Libano                | Christina Sawaya            | Tokyo          |
| 2003 | Venezuela             | Goizeder Azúa               | Tokyo          |
| 2004 | Colombia              | Jeymmy Vargas               | Pechino        |
| 2005 | Filippine             | Precious Quigaman           | Tokyo          |
| 2006 | Venezuela             | Daniela Di Giacomo          | Pechino        |
| 2007 | Messico               | Priscila Perales            | Tokyo          |
| 2008 | Spagna                | Alejandra Andreu            | Macao          |
| 2009 | Messico               | Anagabriela Espinoza        | Chengdu        |
| 2010 | Venezuela             | Elizabeth Mosquera          | Chengdu        |
| 2011 | Ecuador               | Fernanda Cornejo            | Chengdu        |
| 2012 | Giappone              | Ikumi Yoshimatsu            | Okinawa        |
| 2013 | Filippine             | Bea Santiago                | Tokyo          |
| 2014 | Porto Rico            | Valerie Hernandez           | Tokyo          |
| 2015 | Venezuela             | Edymar Martínez             | Tokyo          |
| 2016 | Filippine             | Kylie Verzosa               | Tokyo          |
| 2017 | Indonesia             | Kevin Lilliana              | Tokyo          |
| 2018 | Venezuela             | Mariem Velazco              | Tokyo          |
| 2019 | Thailandia            | Sireethorn Leearamwat       | Tokyo          |
| 2022 | Germania              | Jasmin Selberg              | Tokyo          |
| 2023 | Venezuela             | Andrea Rubio                | Tokyo          |

## Vittorie per nazione

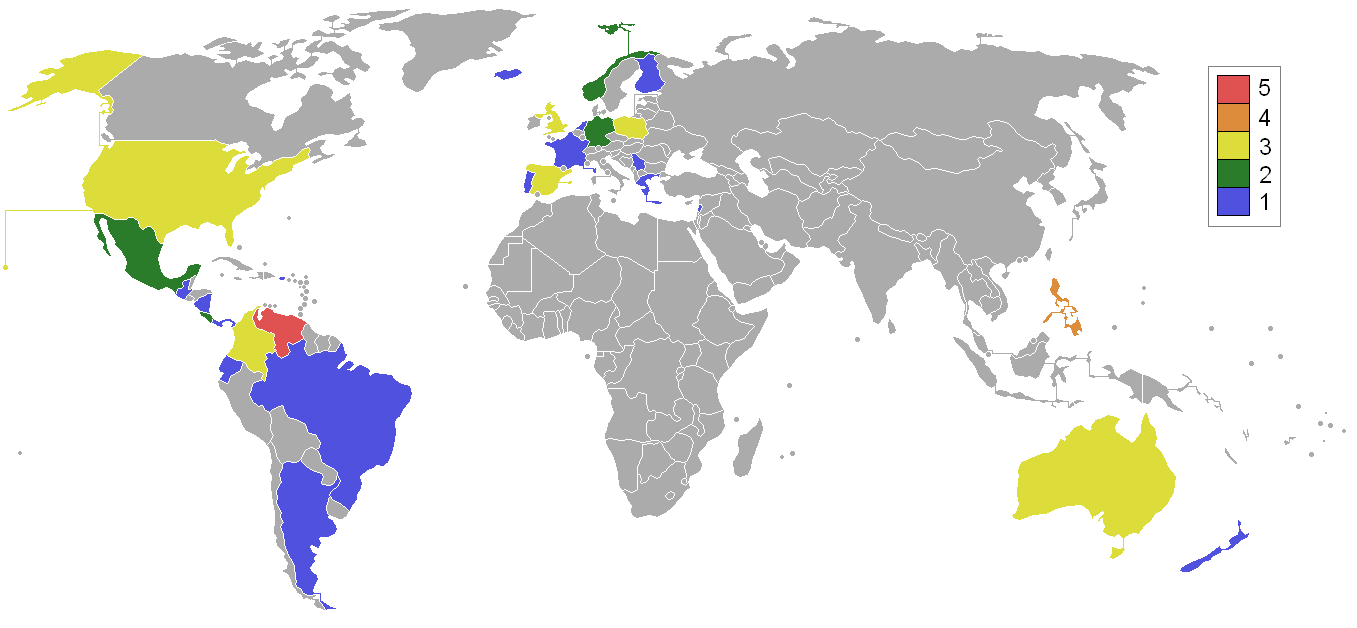
Mappa delle nazioni del mondo per numero di vittorie al concorso.

| Nazione/Territorio | Titoli | Anni vincenti                                        |
| ------------------ | ------ | ---------------------------------------------------- |
| Venezuela          | 9      | 1985, 1997, 2000, 2003, 2006, 2010, 2015, 2018, 2023 |
| Filippine          | 6      | 1964, 1970, 1979, 2005, 2013, 2016                   |
| Germania           | 3      | 1965, 1989, 2022                                     |
| Colombia           | 3      | 1960, 1999, 2004                                     |
| Australia          | 3      | 1962, 1981, 1992                                     |
| Stati Uniti        | 3      | 1974, 1978, 1982                                     |
| Spagna             | 3      | 1977, 1990, 2008                                     |
| Polonia            | 3      | 1991, 1993, 2001                                     |
| Regno Unito        | 2      | 1969, 1972                                           |
| Costa Rica         | 2      | 1980, 1983                                           |
| Norvegia           | 2      | 1988, 1995                                           |
| Messico            | 2      | 2007, 2009                                           |
| Porto Rico         | 2      | 1987 2014                                            |
| Paesi Bassi        | 1      | 1961                                                 |
| Islanda            | 1      | 1963                                                 |
| Argentina          | 1      | 1967                                                 |
| Brasile            | 1      | 1968                                                 |
| Nuova Zelanda      | 1      | 1971                                                 |
| Finlandia          | 1      | 1973                                                 |
| Jugoslavia         | 1      | 1975                                                 |
| Francia            | 1      | 1976                                                 |
| Guatemala          | 1      | 1984                                                 |
| Inghilterra        | 1      | 1986                                                 |
| Grecia             | 1      | 1994                                                 |
| Portogallo         | 1      | 1996                                                 |
| Panama             | 1      | 1998                                                 |
| Libano             | 1      | 2002                                                 |
| Ecuador            | 1      | 2011                                                 |
| Giappone           | 1      | 2012                                                 |
| Indonesia          | 1      | 2017                                                 |
| Thailandia         | 1      | 2019                                                 |